# Grupo 8 de Astronautas da NASA

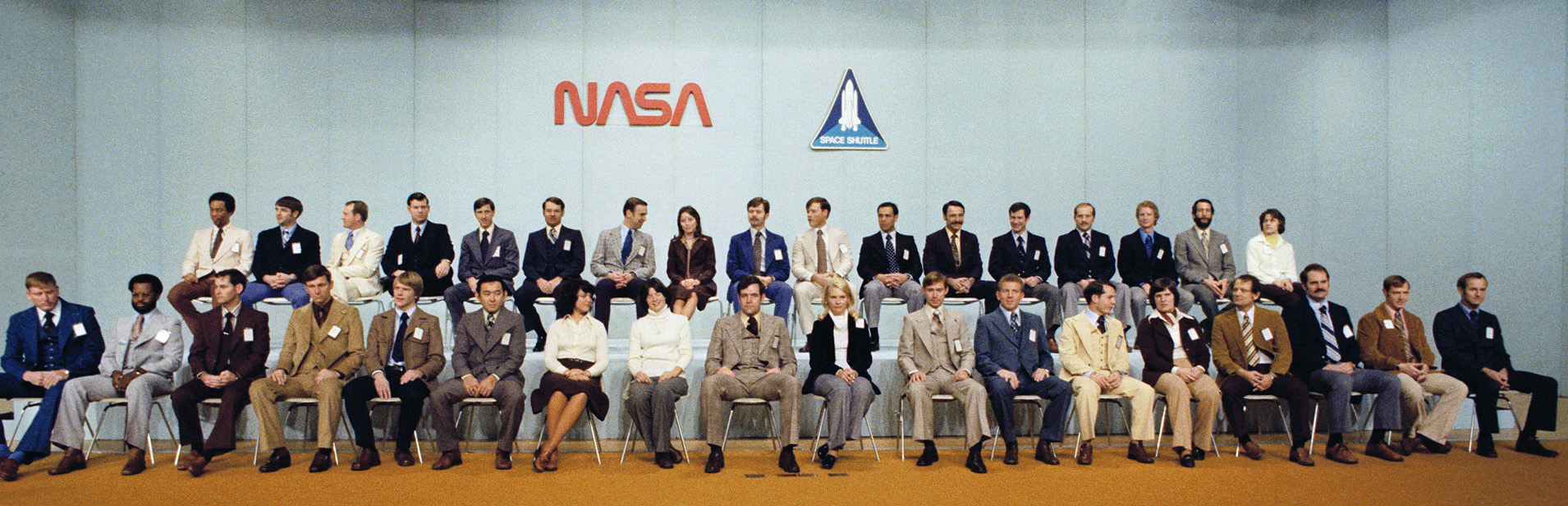
Os astronautas em janeiro 1978. Atrás: Bluford, Brandenstein, Buchli, Coats, Covey, Creighton, Fabian, Fisher, Gardner, Gibson, Gregory, Griggs, Hart, Hauck, Hawley, Hoffman e Lucid. Frente: McBride, McNair, Mullane, Nagel, Nelson, Onizuka, Resnik, Ride, Scobee, Seddon, Shaw, Shriver, Stewart, Sullivan, Thagard, van Hoften, Walker e Williams.

O Grupo 8 de Astronautas da NASA, também chamado de TFNG ou Trinta e Cinco Caras Novos, foi um grupo de astronautas selecionado pela Administração Nacional da Aeronáutica e Espaço (NASA) para integrarem o programa espacial dos Estados Unidos. Foi o oitavo grupo de astronautas da NASA e o primeiro a incluir mulheres, afro-americanos e asiáticos, tendo sido anunciado em 16 de janeiro de 1978. Eram ao todo trinta e cinco e foram, pela primeira vez, divididos em dois subgrupos: pilotos e especialistas. Os pilotos eram responsáveis por comandar e pilotar os ônibus espaciais durante suas missões, enquanto os especialistas eram encarregados de realizarem experimentos científicos e outras tarefas relacionadas.
Os quinze pilotos eram: Daniel Brandenstein, Michael Coats, Richard Covey, John Creighton, Robert Gibson, Frederick Gregory, David Griggs, Frederick Hauck, Jon McBride, Steven Nagel, Francis Scobee, Brewster Shaw, Loren Shriver, David Walker e Donald Williams. Já os vinte especialistas eram: Guion Bluford, James Buchli, John Fabian, Anna Fisher, Dale Gardner, Terry Hart, Steven Hawley, Jeffrey Hoffman, Shannon Lucid, Ronald McNair, Richard Mullane, George Nelson, Ellison Onizuka, Judith Resnik, Sally Ride, Rhea Seddon, Robert Stewart, Kathryn Sullivan, Norman Thagard e James van Hoften.

## Astronautas

### Pilotos
| Imagem | Nome                   | Nascimento              | Falecimento             | Carreira                               | ref    |
| ------ | ---------------------- | ----------------------- | ----------------------- | -------------------------------------- | ------ |
|        | Daniel C. Brandenstein | 17 de janeiro de 1943   |                         | STS-8 STS-51-G STS-32 STS-49           | [ 1 ]  |
|        | Michael L. Coats       | 16 de janeiro de 1946   |                         | STS-41-D STS-29 STS-39                 | [ 2 ]  |
|        | Richard O. Covey       | 1 de agosto de 1946     |                         | STS-51-I STS-26 STS-38 STS-61          | [ 3 ]  |
|        | John O. Creighton      | 28 de abril de 1943     |                         | STS-51-G STS-36 STS-48                 | [ 4 ]  |
|        | Robert L. Gibson       | 30 de outubro de 1946   |                         | STS-41-B STS-61-C STS-27 STS-47 STS-71 | [ 5 ]  |
|        | Frederick D. Gregory   | 7 de janeiro de 1941    |                         | STS-51-B STS-33 STS-44                 | [ 6 ]  |
|        | S. David Griggs        | 7 de setembro de 1939   | 17 de junho de 1989     | STS-51-D                               | [ 7 ]  |
|        | Frederick H. Hauck     | 11 de abril de 1941     |                         | STS-7 STS-51-A STS-26                  | [ 8 ]  |
|        | Jon A. McBride         | 14 de agosto de 1943    |                         | STS-41-G                               | [ 9 ]  |
|        | Steven R. Nagel        | 27 de outubro de 1946   | 21 de agosto de 2014    | STS-51-G STS-61-A STS-37 STS-55        | [ 10 ] |
|        | Francis R. Scobee      | 19 de maio de 1939      | 28 de janeiro de 1986   | STS-41-C STS-51-L                      | [ 11 ] |
|        | Brewster H. Shaw       | 16 de maio de 1945      |                         | STS-9 STS-61-B STS-28                  | [ 12 ] |
|        | Loren J. Shriver       | 23 de setembro de 1944  |                         | STS-51-C STS-31 STS-46                 | [ 13 ] |
|        | David M. Walker        | 20 de maio de 1944      | 23 de abril de 2001     | STS-51-A STS-30 STS-53 STS-69          | [ 14 ] |
|        | Donald E. Williams     | 13 de fevereiro de 1942 | 23 de fevereiro de 2016 | STS-51-D STS-34                        | [ 15 ] |

### Especialistas
| Imagem | Nome                   | Nascimento             | Falecimento             | Carreira                                                        | ref    |
| ------ | ---------------------- | ---------------------- | ----------------------- | --------------------------------------------------------------- | ------ |
|        | Guion S. Bluford Jr.   | 22 de novembro de 1942 |                         | STS-8 STS-61-A STS-39 STS-53                                    | [ 16 ] |
|        | James F. Buchli        | 20 de junho de 1945    |                         | STS-51-C STS-61-A STS-29 STS-48                                 | [ 17 ] |
|        | John M. Fabian         | 28 de janeiro de 1939  |                         | STS-7 STS-51-G                                                  | [ 18 ] |
|        | Anna L. Fisher         | 24 de agosto de 1949   |                         | STS-51-A                                                        | [ 19 ] |
|        | Dale A. Gardner        | 8 de novembro de 1948  | 19 de fevereiro de 2014 | STS-8 STS-51-A                                                  | [ 20 ] |
|        | Terry J. Hart          | 27 de outubro de 1946  |                         | STS-41-C                                                        | [ 21 ] |
|        | Steven A. Hawley       | 12 de dezembro de 1951 |                         | STS-41-D STS-61-C STS-31 STS-82 STS-93                          | [ 22 ] |
|        | Jeffrey A. Hoffman     | 2 de novembro de 1944  |                         | STS-51-D STS-35 STS-46 STS-61 STS-75                            | [ 23 ] |
|        | Shannon M. W. Lucid    | 14 de janeiro de 1943  |                         | STS-51-G STS-34 STS-43 STS-58 STS-76 Mir EO-21 Mir EO-22 STS-79 | [ 24 ] |
|        | Ronald E. McNair       | 21 de outubro de 1950  | 28 de janeiro de 1986   | STS-41-B STS-51-L                                               | [ 25 ] |
|        | Richard M. Mullane     | 10 de setembro de 1945 |                         | STS-41-D STS-27 STS-36                                          | [ 26 ] |
|        | George D. Nelson       | 13 de julho de 1950    |                         | STS-41-C STS-61-C STS-26                                        | [ 27 ] |
|        | Ellison S. Onizuka     | 24 de junho de 1946    | 28 de janeiro de 1986   | STS-51-C STS-51-L                                               | [ 28 ] |
|        | Judith A. Resnik       | 5 de abril de 1949     | 28 de janeiro de 1986   | STS-41-D STS-51-L                                               | [ 29 ] |
|        | Sally K. Ride          | 26 de maio de 1951     | 23 de julho de 2012     | STS-7 STS-41-G                                                  | [ 30 ] |
|        | M. Rhea Seddon         | 8 de novembro de 1947  |                         | STS-51-D STS-40 STS-58                                          | [ 31 ] |
|        | Robert L. Stewart      | 13 de agosto de 1942   |                         | STS-41-B STS-51-J                                               | [ 32 ] |
|        | Kathryn D. Sullivan    | 3 de outubro de 1951   |                         | STS-41-G STS-31 STS-45                                          | [ 33 ] |
|        | Norman E. Thagard      | 3 de julho de 1943     |                         | STS-7 STS-51-B STS-30 STS-42 Soyuz TM-21 Mir EO-18 STS-71       | [ 34 ] |
|        | James D. A. van Hoften | 11 de junho de 1944    |                         | STS-41-C STS-51-I                                               | [ 35 ] |